# Parla Elstree
Parla Elstree (Elstree Calling) è un film del 1930 diretto da Alfred Hitchcock, André Charlot, Jack Hulbert, Paul Murray.
Alfred Hitchcock diresse solo alcuni degli sketch di cui è composta la pellicola.

## Trama
Fu la risposta della Gran Bretagna alle riviste di Hollywood prodotte negli Stati Uniti in quegli anni dai principali studi cinematografici, come Paramount on Parade (1930) e Hollywood Review of 1929.
Il film è composto di 19 vignette, di genere comico e musicale,  collegate fra loro dalla parodia di un aspirante attore shakespeariano de La bisbetica domata, adattata per lo schermo da Douglas Fairbanks e Mary Pickford, e dai problemi tecnici che uno spettatore incontra nel tentativo di far funzionare il televisore.

## Produzione
Il film, denominato A Cine-Radio Revue nella pubblicità originale, è uno dei primi film musicali prodotti in Inghilterra dalla British International Pictures (BIP).

## Riprese
Il film, diretto da André Charlot, Jack Hulbert, Paul Murray e Alfred Hitchcock, fu girato agli Elstree Studios.

## Contributo di Hitchcock
Il contributo di Alfred Hitchcock, legato da un contratto con la BIP, consiste in una sequenza comica di collegamento:  un uomo cerca di "sintonizzare" la rivista sul suo televisore, ma non riesce a farlo funzionare.